# Torino FC
Torino FC är en fotbollsklubb i Turin i Italien. 2005 bytte klubben till sitt nuvarande namn från Torino Calcio 1906. Orsaken var att originalklubben, bildad 1906, gick i konkurs. Laget är en av de mer traditionsrika italienska fotbollsklubbarna. Klubben vann Serie A senast säsongen 1975/1976.

## Historia

### Den första tiden
Il Football Club Torino grundades 1906 av avhoppare från Juventus. De anfördes av schweizaren Alfredo Dick. Avhopparna anslöt sig till FC Torinese, ett lag som några år tidigare hade slagit sig samman med Internazionale Torino. Internazionale Torino grundades redan 1891.
Den nya klubben tog direkt dagens rödbruna färger (“granata”) vilket också är ett av klubbens smeknamn. Det finns två olika förklaringar till färgvalet. Den ena går ut på att fägvalet inspirerades, genom Alfredo Dick, av det schweiziska laget Servette Genève som spelar i liknade färger. Den andra förklaringen går ut på att man valde färgen för att hedra klubbens hedersordförande, Hertigen av Savojen. Rödbruna flaggor hade använts av Savojiska brigader på 1700-talet då Turin lösrev sig från Habsburgarna.
På 1920-talet byggde klubben en ny stadion, Stadio Filadelfia. Denna var Torinos hemmaarena fram till 1958 och i mitten av 1920-talet hade Torino ett av de starkare anfallen i Italienska ligan, med spelare som Julio Libonatti och Gino Rossetti, bägge skytteligavinnare.
1927 vann klubben ligan första gången som ännu spelades i form av cup. Torino fråntogs dock i efterhand segern sedan en mutskandal avslöjats. Anklagelser riktades mot Juventusspelaren Luigi Allemandi. Denne skulle ha erbjudits 50.000 lire av Torinos ledning för att Juventus skulle förlora. Matchen slutade 2-1 till Torino. Allemandi var en av de bästa spelarna på planen och ledningen vägrar därför att betala ut de återstående 25.000. En journalist ska sedan ha överhört de bägge gräla på ett hotellrum och skandalen var ett faktum. Ingen vinnare utsågs för året 1927. Laget vann ligan på riktigt säsongen därpå. Första hälften av 1930-talet var en dyster tid för Torino, med placeringar längre ned i tabellen. Samtidigt lade lokalkonkurrenten Juventus beslag på serievinsten hela fem år i rad. Men under senare delen av 1930-talet lades grunden till en storhetstid. Laget vann också italienska cupen för första gången samtidigt man når bättre slutpositioner i ligan. 1936 tvingades klubben byta namn till Associazione Calcio Torino, eftersom fascistregimen förbjöd klubbar med icke-italienska ord, lånord i namnen. Detta drabbade även andra italienska klubblag.

### Il grande Torino
I perioden alldeles efter andra världskriget dominerade laget den italienska klubbfotbollen under ledning av kaptenen Valentino Mazzola. Denne var far till Interspelaren Sandro Mazzola. Laget anses fortfarande av många som Italiens bästa klubblag någonsin. Laget med typuppställningen Bacigalupo; Ballarin, Maroso; Grezar, Rigamonti, Castigliano; Menti, Loik, Gabetto, Mazzola, Ossola vann fem raka serieguld (om man bortser från säsongen 43/44 då det genomfördes ett inofficiellt italienskt "mästerskap" med några få klubbar). 1943 vann också Torino som första italienska lag dubbeln, det vill säga både Serie A och Coppa Italia samma säsong. Många av lagets spelare var regelbundet med i det italienska landslaget. I en match mot Ungern 1947 var 10 av 11 spelare Torinospelare. Den 4 maj 1949 på väg hem från en vänskapsmatch mot Benfica i Lissabon havererade flygplanet i Supergakyrkan (se Supergaolyckan) utanför Turin. Samtliga spelare omkom och endast en spelare, Sauro Tomá, som hade varit hemma i Italien på grund av en meniskskada, undkom tragedin.

### Tiden efter katastrofen
Åren efter katastrofen försökte Torinos ordförande återuppbygga laget, utan att det kommer i närheten av sin tidigare nivå. Under 50- och 60-talet kom klubben ofta mellan 5 och 10:e plats. Torino spelade också säsong i Serie B, 1959/60. Som bäst når man en tredjeplats säsongen 1964/1965 och laget vinner också den italienska cupen år 1968. Juventus tog dock tillbaka rollen som det bästa laget i Turin och dominerade tillsammans med de två Milanolagen Inter och AC Milan Serie A.

### 1970- och 1980-talet

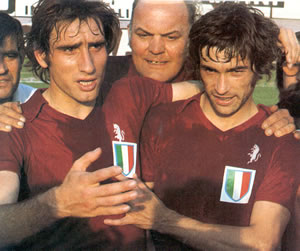
Pulici-Graziani Torino 1975-76

1970-talet var en bra period för Torino där man nådde fyra stycken placeringar under topp tre. 1972 tog Turin en andraplats i ligan efter stadsrivalen Juventus. Klubben vann ligan 1975/76 efter en rafflande säsong där laget tog in Juventus ledning med fem poäng i ligan. Den trefaldige skytteligavinnaren Paolino Pulici och Francesco Graziani ingick i laget. Den efterföljande säsongen var Torino återigen med i toppstriden men nu vann Juventus ligan med en poängs marginal framför Torino. 1978 blev det återigen en andraplats. 
1985 slutade Torino på andraplats i ligan efter sensationslaget Hellas Verona. På senare delen av 1980-talet gick det allt sämre och man föll ur Serie A för andra gången efter säsongen 1988/1989.

### 1990-talet
Tillbaka i översta divisionen efter ett år i Serie B kvalificerade Torino sig för spel i UEFA-cupen. Där kom laget till finalen som förlorades mot Ajax. Året efter vann Torino den italienska cupen för femte gången. Samtidigt drabbades klubben av en finansiell kris som följdes av en sportslig kris och 1996 degraderades klubben till spel i Serie B för tredje gången.

### Den senaste tiden
Efter att ha åkt ut Serie B 1996 har klubben spelat oftare i Serie B än i Serie A. Derbymatcher mot Juventus blir allt mer sällsynta. De senaste 15 åren har klubben också dragits med ständiga ekonomiska problem vilket ledde till att klubben tvingades i konkurs 2005 på grund av uteblivna skatteinbetalningar. Klubben återuppstod emellertid redan samma år under namnet Torino Football Club och spelade i Serie A fram tills säsongen 2008/09. Man spelade åter i Serie B fram till säsongen 2012/13 då man åter tog sig upp i högsta ligan och slutade på 16 plats.
Från den 1 augusti 2014 är den svenska försvararen Pontus Jansson kontrakterad för Torino.

## Spelare

### Nuvarande trupp
Korrekt per den 17 september 2021
| 1  | Albanien | Etrit Berisha          | 10 mars 1989     | SPAL (-21)          |
| 32 | Serbien  | Vanja Milinković-Savić | 20 februari 1997 | Lechia Gdańsk (-17) |
| 89 | Italien  | Luca Gemello           | 3 juli 2000      | Fossano (-16)       |
| 90 | Rumänien | Razvan Sava            | 21 juni 2002     | Juventus (-20)      |

| 3  | Brasilien       | Bremer                | 18 mars 1997      | Atlético Mineiro (-18) |
| 5  | Italien         | Armando Izzo          | 2 mars 1992       | Genoa (-18)            |
| 6  | Tjeckien        | David Zima            | 8 november 2000   | Slavia Prag (-21)      |
| 13 | Schweiz         | Ricardo Rodríguez     | 25 augusti 1992   | Milan (-20)            |
| 15 | Argentina       | Cristian Ansaldi      | 20 september 1986 | Inter (-17)            |
| 17 | Elfenbenskusten | Wilfried Singo        | 25 december 2000  | Denguélé (-19)         |
| 26 | Elfenbenskusten | Koffi Djidji          | 30 november 1992  | Nantes (-19)           |
| 27 | Kosovo          | Mërgim Vojvoda        | 1 februari 1995   | Standard Liege (-20)   |
| 34 | Nigeria         | Ola Aina              | 8 oktober 1996    | Chelsea (-19)          |
| 99 | Italien         | Alessandro Buongiorno | 6 juni 1999       | Torino FC              |

| 4  | Italien         | Tommaso Pobega     | 15 juli 1999    | Milan (-21)            |
| 8  | Italien         | Daniele Baselli    | 12 mars 1992    | Atalanta (-15)         |
| 10 | Serbien         | Saša Lukić         | 13 augusti 1996 | Partizan Belgrad (-16) |
| 22 | Belgien         | Dennis Praet       | 14 maj 1994     | Leicester City (-21)   |
| 24 | Italien         | Simone Verdi       | 12 juli 1992    | Napoli (-19)           |
| 25 | Elfenbenskusten | Ben Lhassine Kone  | 14 mars 2000    | Vigor Perconti (-17)   |
| 38 | Italien         | Rolando Mandragora | 29 juni 1997    | Juventus (-21)         |
| 77 | Polen           | Karol Linetty      | 2 februari 1995 | Sampdoria (-20)        |
| 88 | Venezuela       | Tomás Rincón       | 13 januari 1988 | Juventus (-17)         |

| 7  | Italien  | Simone Zaza      | 25 juni 1991     | Valencia (-18)   |
| 9  | Italien  | Andrea Belotti   | 20 december 1993 | Palermo (-15)    |
| 11 | Kroatien | Marko Pjaca      | 6 maj 1995       | Juventus (-21)   |
| 14 | Kroatien | Josip Brekalo    | 23 juni 1998     | Wolfsburg (-21)  |
| 19 | Paraguay | Antonio Sanabria | 4 mars 1996      | Real Betis (-21) |
| 20 | Italien  | Simone Edera     | 9 januari 1997   | Torino FC        |
| 70 | Danmark  | Magnus Warming   | 8 juni 2000      | Lyngby (-21)     |

Not: Spelare i kursiv stil är inlånade.

### Utlånade spelare
| Nr | Land      | Pos | Namn                                                   |
| -- | --------- | --- | ------------------------------------------------------ |
|    | Italien   | F   | Christian Celesia (i Alessandria till 30 juni 2022)    |
|    | Italien   | MF  | Jacopo Segre (i Perugia till 30 juni 2022)             |
|    | Ungern    | MF  | Krisztofer Horváth (i Szeged-Csanád till 30 juni 2022) |
|    | Italien   | MF  | Massimo Tesio (i Torres till 30 juni 2022)             |
|    | Frankrike | MF  | Michel Adopo (i Viterbese till 30 juni 2022)           |

| Nr | Land    | Pos | Namn                                                 |
| -- | ------- | --- | ---------------------------------------------------- |
|    | Italien | A   | Nicola Rauti (i Pescara till 30 juni 2022)           |
|    | Italien | A   | Samuele Vianni (i Trento till 30 juni 2022)          |
|    | Italien | MF  | Thomas Fimognari (i Borgaro Nobis till 30 juni 2022) |
|    | Italien | A   | Vincenzo Millico (i Cosenza till 30 juni 2022)       |

### Berömda spelare och svenskar i klubben genom åren

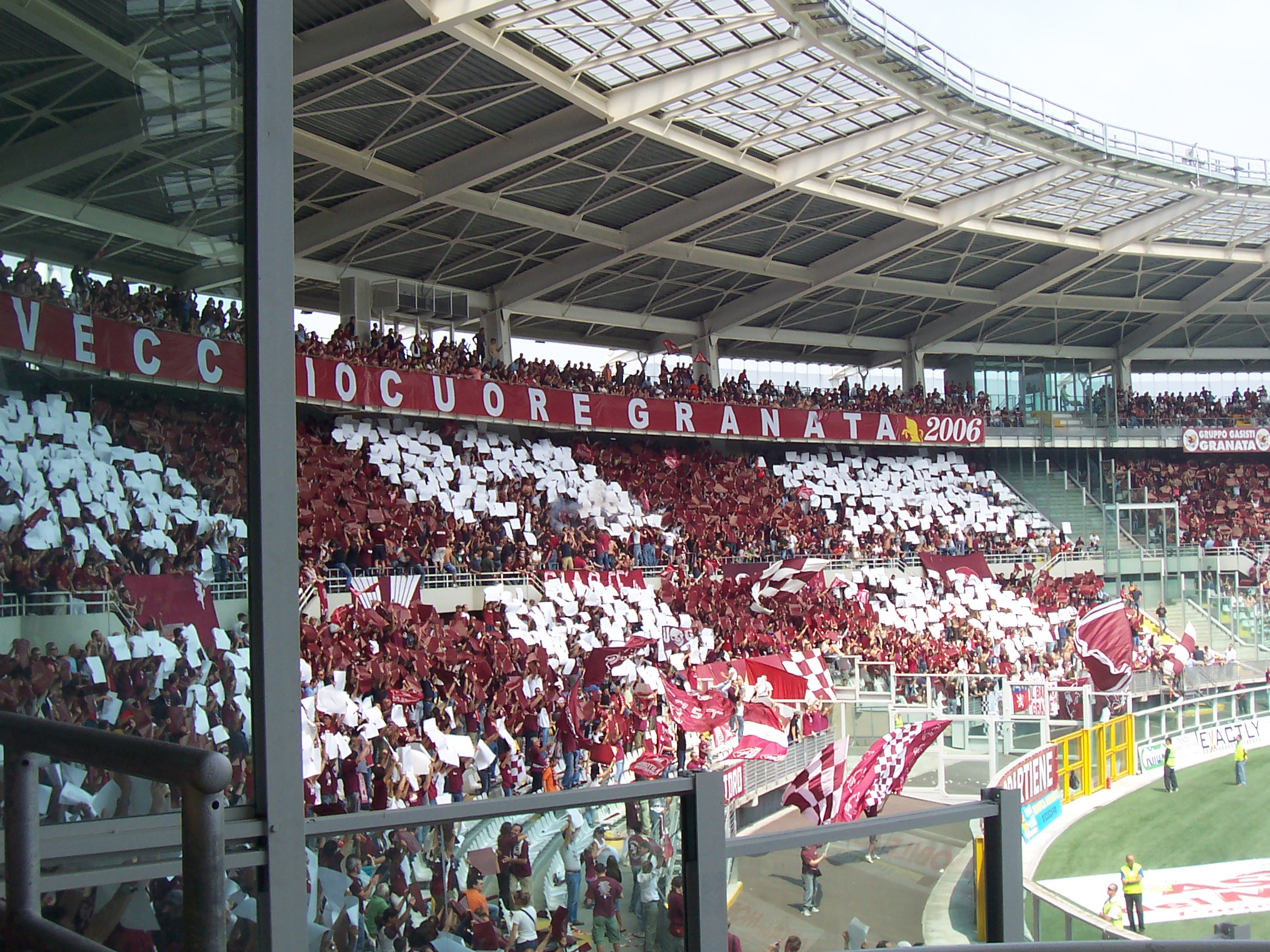
Match på Stadio Olimpico di Torino

| Argentina - Julio Libonatti Italien - Enzo Bearzot - Giuseppe Dossena - Francesco Graziani - Paolino Pulici - Luciano Castellini - Renato Zaccarelli - Gianluigi Lentini - Cristiano Lucarelli - Luca Marchegiani - Marco Ferrante - Roberto Cravero - Claudio Sala - Valentino Mazzola - Silvio Piola - Luigi Meroni - Fabio Quagliarella |  | Brasilien - Junior - Walter Casagrande Skottland - Denis Law Belgien - Enzo Scifo Kroatien - Robert Jarni Frankrike - Jocelyn Angloma Ghana - Samuel Kuffour |  | Spanien - Rafael Martin Vazquez Sverige - Pär Bengtsson - Erik Edman - Åke Hjalmarsson - Pontus Jansson - Hasse Jeppson - Marcus Lantz - Yksel Osmanovski - Kjell Rosén Uruguay - Enzo Francescoli - Álvaro Recoba |

## Statistik

### Skyttekungar
Följande Torinospelare har blivit skyttekungar i första divisionen (efter 1929 Serie A):
| Säsong  | Spelare             | Mål |
| ------- | ------------------- | --- |
| 1923/24 | Heinrich Schönfeld  | 22  |
| 1927/28 | Julio Libonatti     | 35  |
| 1928/29 | Gino Rossetti       | 36  |
| 1945/46 | Eusebio Castigliano | 13  |
| 1946/47 | Valentino Mazzola   | 29  |
| 1972/73 | Paolino Pulici*     | 17  |
| 1974/75 | Paolino Pulici      | 18  |
| 1975/76 | Paolino Pulici      | 21  |
| 1976/77 | Francesco Graziani  | 21  |
| 2013/14 | Ciro Immobile       | 22  |

- Säsongen 1972/73 tillsammans med Gianni Rivera (Milan) och Giuseppe Savoldi (Bologna)